# XXx 2: Następny poziom
xXx 2: Następny poziom (ang. xXx: State of the Union) – amerykański film sensacyjny z 2005 roku w reżyserii Lee Tamahori. Wyprodukowany przez Columbia Pictures. Zdjęcia powstały w Baltimore, Waszyngtonie i Los Angeles. Kontynuacja filmu xXx z 2002 roku.

## Fabuła
Minister obrony USA, generał Deckert, planuje dokonanie zamachu stanu. Szef Narodowej Agencji Bezpieczeństwa, Gibbons (Samuel L. Jackson), chce temu przeszkodzić. Prosi o pomoc byłego kompana z wojska, Stone’a (Ice Cube), który przebywa w więzieniu. Uwalnia go i razem ruszają na pomoc prezydentowi.

## Obsada
- Ice Cube jako Darius Stone
- Willem Dafoe jako George Deckert
- Samuel L. Jackson jako Augustus Gibbons
- Scott Speedman jako Kyle Steele
- Peter Strauss jako prezydent James Sanford
- Xzibit jako Zeke
- Michael Roof jako Toby Lee Shavers
- Sunny Mabrey jako Charlie Mayweather
- Nona Gaye jako Lola Jackson
- John G. Connolly jako Alabama „Bama” Cobb
- Ramon De Ocampo jako agent Meadows